# Hopkinson Smith
Pour les articles homonymes, voir Smith.
Hopkinson Smith, né le 7 décembre 1946 à New York, est un musicologue, luthiste et guitariste américain, spécialisé dans les répertoires renaissance et baroque. Il réside à Bâle, Suisse depuis longtemps.

## Biographie
Après des études de musicologie à l'Université Harvard, il étudie auprès de Emilio Pujol et Eugen Dombois (en). Il participe à la création de l'ensemble Hespèrion XX qui conduit à une collaboration d'une dizaine d'années avec Jordi Savall. Il se consacre ensuite essentiellement au répertoire soliste pour luth, vihuela, théorbe et guitare baroque.
Hopkinson Smith a eu pour élèves Rolf Lislevand, Edin Karamazov, Yasunori Imamura, Pascal Monteilhet et Miguel Serdoura.
Hopkinson Smith a donné des concerts et des masterclasses à travers l'Europe, l'Asie, l'Australie et les Amériques. À Bâle, il a enseigné à la Schola Cantorum Basiliensis jusqu'à sa retraite en 2020.
Son enregistrement en 2000 de Sonates et partitas pour violon seul de Johan Sebastian Bach, adaptées pour le luth baroque, a été qualifié de « probablement, la meilleure chose qu'on peut acheter entre ces œuvres — avec n'importe quel instrument » par le magazine Gramophone.

## Discographie sélective
Hopkinson Smith n’a quasiment enregistré que pour le label Astrée/ Auvidis/ Naïve, principalement les répertoires français, espagnol, allemand, anglais et italien des XVIe et XVIIe siècles.
- Pierre Attaingnant, Préludes, chansons & danses
- Jean-Sébastien Bach, Suites pour luth, transcription des suites pour violoncelle, transcription des sonates et partitas pour violon
- John Dowland, A Dream
- François Dufaut, Pièces de Luth
- Jacques Gallot, Pièces de Luth
- Le vieux Gaultier, Pièces de Luth
- Denis Gaultier, La Rhétorique des Dieux
- Francisco Guerau, Poema Harmonico
- J.H. Kapsberger, Libro Primo d'Intavolatura di Lauto
- Luys de Milán, El Maestro 1536 (I. Musica de vihuela)
- Francesco Canova da Milano, Il Divino
- Charles Mouton, Pièces de Luth
- Alonso Mudarra, Tres Libros de Musica en Cifras Para Vihuela
- Luys de Narváez, Los seys líbros del Delphín de música
- Albert de Rippe, Tabulature de Leut
- Gaspar Sanz, Instrucción de Música Sobre la Guitarra Española
- Robert de Visée, Œuvres pour Theorbe
- Sylvius Leopold Weiss, Pièces de luth ; partitas pour luth
- Johann Friedrich Fasch, Joseph Haydn, Joachim Bernhard Hagen, Lautenkonzerte
- William Byrd, John Dowland, Anthony Holborne, Huwet et John Johnson, Mad dog : Musique anglaise